# お金も知識も運もない大学生ふたりのヨーロッパサバイバル旅行記
『お金も知識も運もない大学生ふたりのヨーロッパサバイバル旅行記』は、momoによる日本の漫画。2021年からインターネット上で連載していた旅行記を、大和書房による出版で単行本化。同じく掲載されたアジア旅行についても記載。
イラストレーター・momoと相棒・タロスケによる外国二人旅。

## 登場人物

### 主要人物
大学生活も終盤に近付いた二人は、momoの母に誘われる形でヨーロッパへ卒業旅行をするのだが、それは過酷な旅であった。
momo（もも）
主人公にして作者。就職活動を終えてのんびりしようと思っていたが、母に「就職する前のこんな時期だからこそ、遠くへ、外国旅行すべき」と云われ、さらに「タロスケ君と二人で行くように」と云われ、タロスケと出発した。自分たち主体の個人旅行では初めてになるので緊張したが、楽天的な性格も相まって「何とかなるだろう、何かあってもその時考えればいい」とポジティブにとる。英語は日常会話程度なら話せる。
タロスケ
momoの旅の相棒（のちに夫となる）。momoに「二人でヨーロッパへ行こう」と云われて驚き、心配（英語はあまり得意ではないのと、ほとんど外国旅行経験がない）。だが「いい思い出になるかも」と同意してゆくことになった。温厚でのりのいい性格であるためか、このヨーロッパ旅行ではmomoをかなり支えていた。ブリュッセルにあった街角ピアノを見たmomoに「ここは海外だから知り合いいないし、弾いてみてよ」とおねだりされ、実演。

### イタリア
momoとタロスケが序盤でかなりトラブルに遭遇した。
ヤコブ（仮称）
二人が成田からドバイ経由でローマに行く積りが、深夜・ドバイ行飛行機が同乗していた急病人が出たために引換されて欠航、初日のローマ宿泊をキャンセルして翌日、再び手続きを済まそうとするが…エミレーツ航空・グランドスタッフである彼にチェックインの一時中止を告げられる。その後、別便に空きがあるので搭乗できると伝えて、二人はドバイへ向かう事が出来た。
フィウミチーノ空港のスタッフ
ドバイ経由でやっとローマにたどり着いた二人であったが、momoのキャリーバッグが何者かに壊されてしまい、二人は女性スタッフに訴える。彼女にとりあえず粘着テープで養生してもらい、「あとのこの店に自力で行けば、保証してもらえます」と云われた。二人は二日後、その店で新しいキャリーバッグを手に入れた。
強盗集団
ローマ滞在中、コロッセオに行こうとした二人が遭遇したベールの集団。momoのパスポートと航空券が盗まれたが、強盗集団の少女が「お金くれれば、パスポートと航空券返す」というので、早く解決させたいmomoはお金を渡して、返してもらった。
ヘラクレスくそおやじ
コロッセオの前で、ローマ騎士の格好をして「一緒に撮らないか」と声をかけてきた男。二人はそれぞれツーショットを撮影すると「10ユーロちょうだい」といってきた、私設カメラモデルであった。
バチカン近くのひげおやじ
二人がバチカンへ行こうとすると、親切に声をかけてきたひげおやじ。だが、トラブル続きの二人は彼を信用せずに断った。
フィレンツェ宿の主人
ローマから列車でフィレンツェに移動して投宿したホテルの主人。彼の言葉は早口で聞き取りづらかった。シャワーは温かいが、狭い☏ボックス形なので、お尻が見えてしまう。
フィレンツェ⇒ベネチア早朝列車の関係者
安いという理由で乗り込んだ二人であったが、フィレンツェ駅といい乗車した列車といい、ジャンキーが多くて閉口した。だが、ジャンキーに絡まれていた二人を青いダウンジャケットの男が助けてくれた。
ベネチア宿の主人
ベネチアについて早々、風邪を引いて熱病にかかったmomo。タロスケは彼に助けを求めるが、塩対応。それでも粘るタロスケに「氷やるから、これで相棒を看病して安静にさせろ」という。タロスケはmomo親族に相談すると「薬飲ませて安静にさせればいい」というので、その通りにした。タロスケから塩対応を聞いたmomoは彼（宿主人）にぶちぎれた。
ベネチアカフェの女給仕
momoが少し元気になったので島ホッピングをしたが、すぐに飽きたタロスケが「帰ろう」というので、ベネチア本土へ戻る。そこのカフェで休憩中に入ったトイレは、彼女（女給仕）曰く「トイレも（お尻を拭く）ペーパーも有料。」といわれる。
ベネチア市内・駅員
二人はイタリア（ベネチア）を脱出して第二国・ドイツ（ミュンヘン）へ列車で向かう事にしたが、窓口の駅員が二人を無視していた。タロスケの訴えに後ろの上役が駅員に注意したのでやっと切符を売って案内してくれた。相手が日本人だから面倒くさかったのだろうと二人は思った。

### ドイツ
イタリアに比べ、親切な人に恵まれて助かった。
ベネチア⇒ミュンヘン列車同乗のおやじ
二人が乗車した列車が積雪で急停車してしまった。ドイツ語かイタリア語のアナウンスが理解できない二人を見かねた向かいのおやじが「列車は動かないのでミュンヘンに行くには乗り換えるしかない」と途中まで同伴してくれ、その先のルートを教えてくれた。

ミュンヘン地下鉄駅の青年、駅員。
地下鉄で宿からマリエン広場へ向かおうとする二人だが切符の買い方がわからない。見かねた青年が助けてあげようとすると、二人にビビられたので駅員を紹介。駅員が案内してくれた。

フュッセン駅・駅員
ミュンヘンを出てフュッセンからヴュルツブルク行の列車に乗るつもりだったが、「もう終わっています」と云われ、諦めてヴュルツブルクをカットして、ベルギー・ブルージュへ。

### ベルギー
特に観光案内所の世話になった国。
ブルージュ駅観光案内所の女性スタッフ
ヴュルツブルクをカットして来伯したので宿を予約していなかった二人は、彼女にホテルを紹介してもらい予約。そのホテルは二人にとってハイクラス（優良物件）な環境であった。ビュッフェはパン・ヨーグルトのみであったが、特に食欲に余裕のなさそうなmomoには満足であった。

ブリュッセル駅観光案内所の女性スタッフ
ベルギーの古都・ブルージュに気をよくしたので、ブリュッセルでもホテルを紹介してもらった。

ブリュッセル1泊目ホテルのおやじ
観光案内所の紹介でやってきたホテルであったが、スタッフであるおやじは「悪い事は言わないから1泊にすべき」と云われた。部屋が劣悪な環境だったためか、「1泊にしてよかった」。
ブリュッセル中央駅・駅員
「パリまで250ユーロです」と云われた。二人は高いなと思った。

ブリュッセルバスターミナル関係者
列車は高いと思った二人はバスターミナルへ。「27ユーロ」と云われたので、バスで移動する事にした。

### フランス
二人が卒業旅行で最後に訪問した国。
パリ安宿のおやじ
予約してチェックインするが、「いくらだっけ」と云われ、「予約ＨＰでは3泊80ユーロ」とmomoが答えて「じゃあ８０ね。」という。カード使えないのでＡＴＭまで行かされ、エレベーターなく4回まで階段で上がるなどと、二人にとってはちょっと困った宿であった。

凱旋門前の指輪少女、アンケート二人組。
凱旋門前で弁当を食べる二人の前に現れた少女。「指輪落しましたよ。私のじゃない、あなたのじゃないかな。」と云われる。だが、イタリアなどで修羅場をくぐった二人にとっては明らかに「山師の一人」と邪推。タロスケは陽動発言で煙に巻いた。この方法でアンケート男女二人組を退散させた。

### その他
二人の親族及び、同旅行記に掲載されたアジア旅行記の関係者。
momo母
彼女の発言が発端で、momoとタロスケは過酷なヨーロッパ卒業旅行へ向かった。彼女がタロスケに「ベネチアで金細工のアクセサリーを買ってやって」とお金を渡したが、それはmomoのリクエストでフォアグラに消えた。

タロスケの両親
放任主義であまり、二人の事は心配していなかった。だが、momoとタロスケがタイで夫婦喧嘩をしたのを知ると、「仲良くしなさい」と忠告した。

M
二人がインドネシア・バリの新婚旅行に参加したとき、頼んだカメラマン。だが彼は奇天烈なポーズの写真ばかり取らせようとする。

## 書誌情報
- momo 『お金も知識も運もない大学生ふたりのヨーロッパサバイバル旅行記』 大和書房、2022年9月5日発行（8月24日発売[1]）、ISBN 978-4-479-67118-3